# Кочкари (Самарская область)
Кочкари — посёлок в Красноярском районе Самарской области. Входит в состав сельского поселения Красный Яр.

## География
Посёлок находится на правом берегу реки Сок, на расстоянии примерно 6 км (по прямой) к северу от села Красный Яр, административного центра района.

### Часовой пояс
Посёлок Кочкари, как и вся Самарская область, находится в часовой зоне МСК+1. Смещение применяемого времени относительно UTC составляет +4:00.

## Население
| 2010 |
| ---- |
| 39   |

### Национальный состав
Согласно результатам переписи 2002 года, в национальной структуре населения русские составляли 100 % из 27 чел.